# Giuseppe Del Papa
Giuseppe Del Papa (Empoli, 1 de marzo de 1648-Florencia, 13 de marzo de 1735) fue un médico, filósofo y lógico italiano.

## Obras
- Lettera nella quale si discorre se il fuoco e la luce siano una cosa medesima (en italiano). Florencia: Giovanni Antonio Bonardi. 1675.
- Della natura dell'umido e del secco (en italiano). Florencia: Vincenzo Vangelisti. 1681.
- Trattati varj fatti in diverse occasioni (en italiano). Florencia: Giovanni Gaetano Tartini & Santi Franchi. 1734.